# Curt Wilhelm Michael
Curt Wilhelm Michael (* 29. Dezember 1884 in Halle (Saale); † 15. November 1945 in Landsberg an der Warthe) war ein deutscher Pädagoge, Seminardirektor, Autor und Herausgeber. Im Wesentlichen wirkte er in der heutigen Freikirche der Siebenten-Tags-Adventisten in Deutschland.

## Herkunft, Studium und frühe Tätigkeiten
Curt Wilhelm Michael wurde im Dezember 1884 in Halle (Saale) geboren. Er stammt aus einem protestantischen, gutbürgerlichen Elternhaus. Nach dem Abitur studierte er Germanistik, Klassische Philologie und Philosophie an der Ludwig-Maximilians-Universität in München, Ruprecht-Karls-Universität in Heidelberg und Martin-Luther-Universität Halle. Im Jahr 1909 promovierte er mit einer Arbeit über den Dichter Ludwig Christoph Heinrich Hölty (1748–1776). Im Jahr 1910 erreichte er durch das Staatsexamen die Lehrbefähigung für das höhere Lehramt. Er wirkte an den Gymnasien in Halle, Quedlinburg und am Pädagogium des Klosters Unser Lieben Frauen Magdeburg, zuletzt im Rang eines Studienrates. Im Ersten Weltkrieg diente er als einfacher Soldat im Fußartillerie-Bataillon 22 an der Ostfront. In seinem Kriegstagebuch beschreibt er seinen Weg, der ihn als Funkmelder von Masuren durch Russisch-Polen bis ins heutigen Belarus führte.

## Theologe, Autor und Seminardirektor
Am 22. September 1921 schloss er sich durch Taufe den Siebenten-Tags-Adventisten in Magdeburg an. Durch diesen Entschluss war zu dieser Zeit eine weitere Tätigkeit im preußischen Staatsdienst nicht möglich. Ab 1922 folgte eine theologische Ausbildung im Missionsseminar Neandertal. Nach seinem Abschluss als Prediger wurde er der zweite Seminardirektor vom Missionsseminar Neandertal. 1928 wurde er Seminardirektor des Missionsseminars in Friedensau bei Burg (heute Sachsen-Anhalt) und weiter 1934 Seminardirektor des Seminars Marienhöhe (Darmstadt).
Seit Ende der 1920er Jahre gehörte er zu den Initiatoren der Zeitschrift Gegenwartsfragen. Neben Paul Staubert, W. Pfeifer, Emil Charles Witzke, Siegfried Lüpke, Gunther Lüpke, Werner Nehls, Johannes Langholf, Erwin Berner und Walter Eberhardt gehörte er zu den führenden Autoren der Zeitschrift.
Bereits in den 1920er Jahren beteiligte er sich als Alt-Philologe an Diskussionen um Glaubenslehren der Siebenten-Tags-Adventisten.
Mit Beginn des Zweiten Weltkrieges, im Jahr 1939, und der Schließung des Seminars Marienhöhe kehrte er als Seminardirektor nach Friedensau zurück. Am 21. Juni 1940 beantragte er die Aufnahme in die NSDAP und wurde zum 1. Juli desselben Jahres aufgenommen (Mitgliedsnummer 8.069.942).
Nach kriegsbedingter Schließung auch dieser Einrichtung verlor er auch diese leitende Position. Im Wesentlichen übte er die Tätigkeit einer Art von Ortsseelsorger aus, denn das Seminar wurde als Kriegslazarett der Wehrmacht unterstellt.

## Autor
Neben zahlreichen Artikeln und Beiträgen ist der Autor des Buches:
- Der Christen Schuld und Sühne, Eine Sammlung von Zeugnissen, Advent-Verlag (e.V.), Hamburg 1931, ca. 110 Seiten

## Gefangenschaft und Tod
Nach Besetzung des Ortes Friedensau durch die Rote Armee wurde Michael aus bisher nicht geklärtem Grund verhaftet und in ein sowjetisches Straflager nach Landsberg an der Warthe verschleppt. Man nimmt an, dass die Mitgliedschaft in der NSDAP ein Grund sein könnte. Er verstarb noch im Jahr 1945 unter nicht vollständig geklärten Umständen.

## Ehrungen
Das ortsprägende Gebäude der „Neuen Schule“ (An der Ihle 2) der Theologischen Hochschule Friedensau trägt den Namen „Wilhelm-Michael-Haus“.